# Smoothened
Smoothened es una proteína del tipo receptor acoplado a proteínas G. codificado por el gen SMO de la ruta de señalización Hedgehog, una ruta conservada de Drosophila melanogaster a humanos. Es la diana molecular del teratógeno ciclopamina.
La localización celular juega un papel esencial en la función del SMO. La estimulación del receptor PTCH1 (patched) por el ligando de sonic hedgehog conduce a la traslocación del SMO al cilio primario . Además, cuando SMO está mutado en el dominio que se precisa para la localización ciliar, no puede contribuir a la activación de la ruta. También se ha comprobado que SMO se une a la proteína del motor molecular de kinesina Costal-2, desempeñando un papel en la localización de la proteína Ci ( complejo Cubitus interruptus factor de transcripción).
SMO puede funcionar como un oncogén. Las mutaciones que activan a SMO pueden conducir a una activación desregulada de la ruta hedgehog y al cáncer.

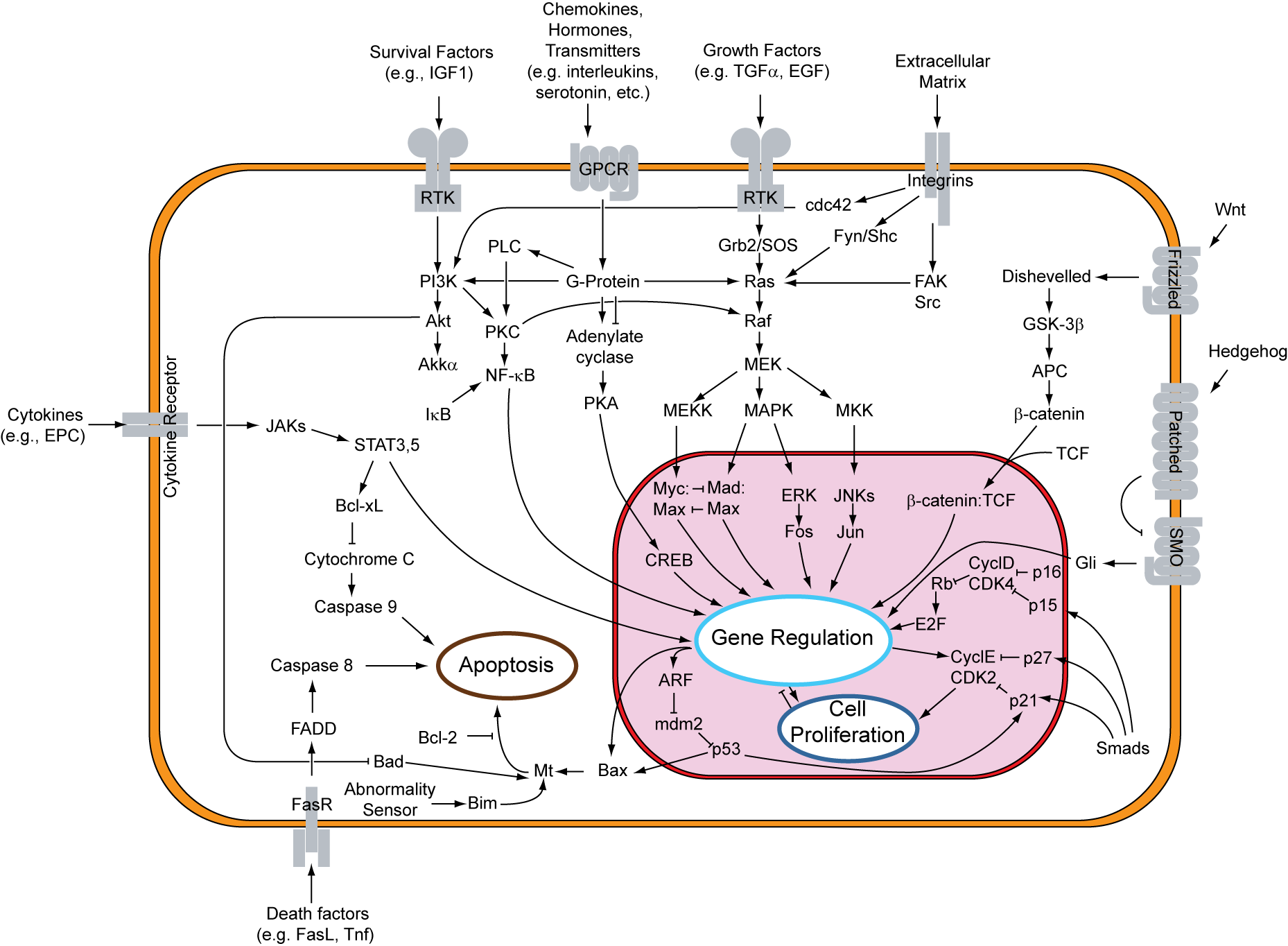
Vista global de las rutas de transducción de señal implicadas en la apoptosis.